# Dadeldhura (distrito)

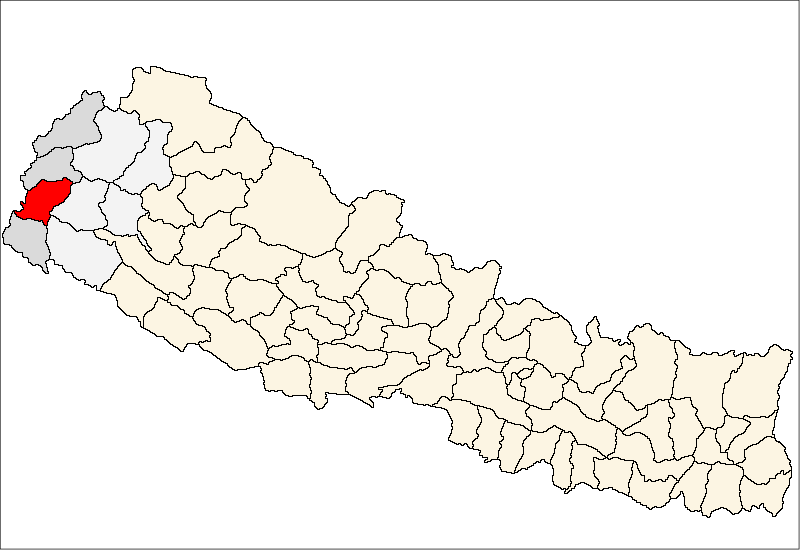
local de Dadeldhura em Nepal

Dadeldhura é um distrito da zona de Mahakali, no Nepal. A sua sede é a cidade de Dadeldhura, tem uma área de 1 538 km² e no censo de 2001 tinha uma população de 126 162 habitantes.